# الكسندر غرانت
الكسندر غرانت (بالإنجليزية: Alexander Grant)‏ هو سياسي أمريكي، ولد في 26 سبتمبر 1853. حزبياً، نشط في الحزب الجمهوري. وقد انتخب Mayors of Chicopee, Massachusetts ‏ وانتخب عضو مجلس نواب ماساتشوستس.